# José Gómez Mustelier
José Gómez Mustelier (Colombia, 28 de janeiro de 1959) é um boxeador cubano, campeão olímpico.

## Carreira
Ele conquistou a medalha de ouro nos Jogos Olímpicos de Verão de 1980 em Moscou, após derrotar o soviético Viktor Savchenko na categoria peso médio e consagrar-se campeão. Dois anos antes, ele conquistou o título mundial no Campeonato de Belgrado, seguido pela medalha de ouro nos Jogos Pan-Americanos de 1979.